# Chāmpāhāti
Chāmpāhāti är en ort i Indien.   Den ligger i distriktet South 24 Paraganas och delstaten Västbengalen, i den östra delen av landet, 1 300 km sydost om huvudstaden New Delhi. Chāmpāhāti ligger 10 meter över havet och antalet invånare är 8 923.
Terrängen runt Chāmpāhāti är mycket platt. Runt Chāmpāhāti är det mycket tätbefolkat, med 1 221 invånare per kvadratkilometer. Närmaste större samhälle är Bārāsat, 19,9 km söder om Chāmpāhāti. Trakten runt Chāmpāhāti består till största delen av jordbruksmark.